# Cá nục heo
Cá nục heo (tên khoa học Coryphaena equiselis) là một loài cá vây tia bề mặt được tìm thấy ở vùng biển nhiệt đới và cận nhiệt đới. Nó là một trong hai thành viên của họ Coryphaenidae, loài còn lại là Cá nục heo cờ.
Cá nục heo có tuổi thọ khoảng 3-4 năm. Chúng thường bị nhầm lẫn với cá nục heo cờ chưu trưởng thành, chúng có phần nhỏ hơn so với người anh em họ cá nục heo cờ của chúng, chỉ đạt chiều dài tối đa 127 cm (50 in). Cá nục heo là loài ăn thịt, ăn cá nhỏ và mực ống.
Cá nục heo được phổ biến như cá trò chơi tại vùng biển ngoài khơi Nam Mỹ, và đôi khi được ăn như một loại thực phẩm thay thế cho cá kiếm.

## Hình ảnh

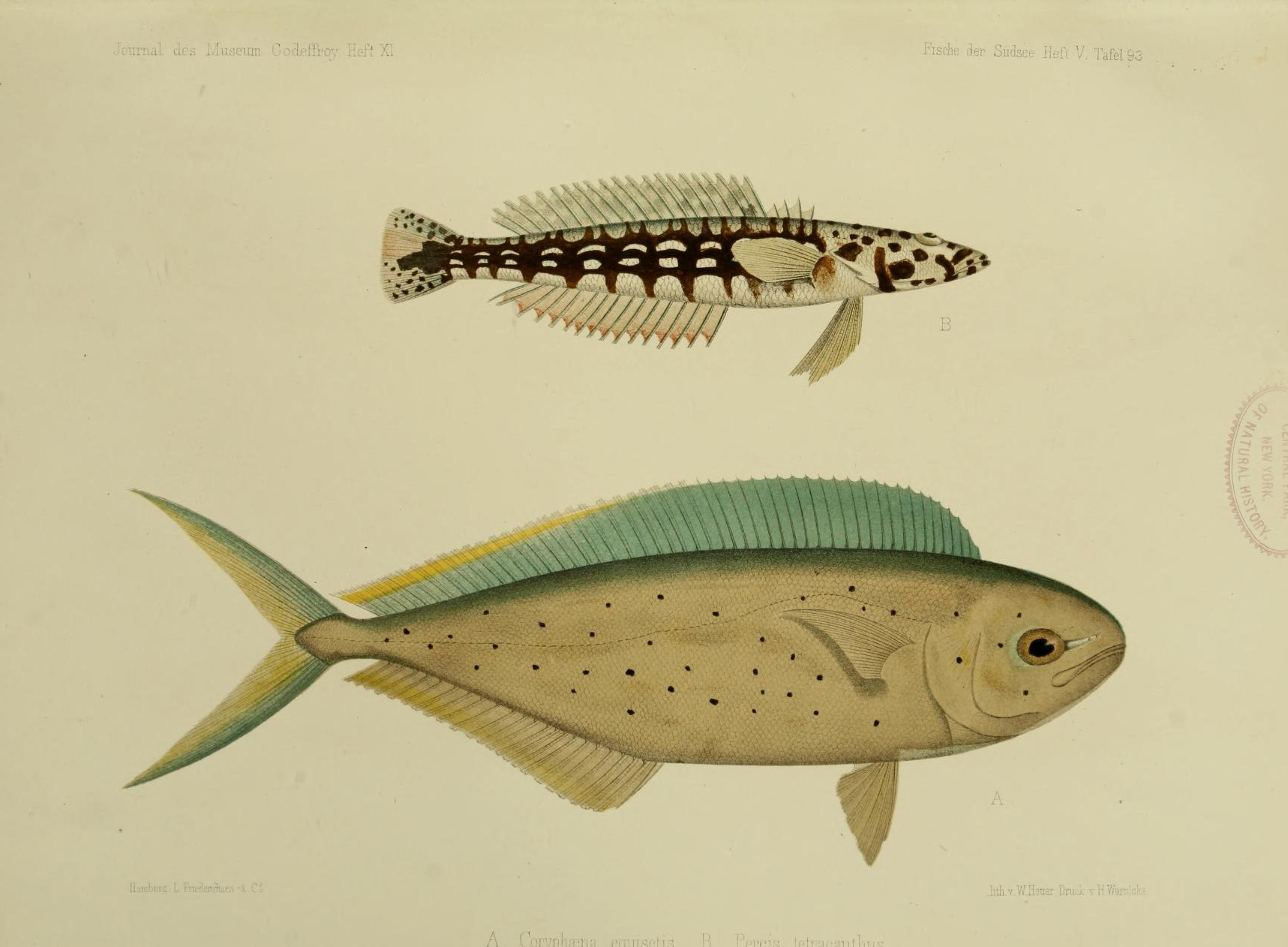